# Néville-sur-Mer
Néville-sur-Mer, bis 1956 Néville, ist eine Ortschaft im französischen Département Manche in der Normandie. Die bisher eigenständige Gemeinde wurde mit Wirkung vom 1. Januar 2016 mit Cosqueville, Gouberville und Réthoville zur Commune nouvelle Vicq-sur-Mer zusammengelegt. Seither ist sie eine Commune déléguée mit 194 Einwohnern (Stand: 1. Januar 2018).

## Lage
Néville-sur-Mer liegt an der Nordostküste der Halbinsel Cotentin am Ärmelkanal. Nachbarorte sind Gouberville im Osten, Tocqueville im Süden und Réthoville im Westen.

## Bevölkerungsentwicklung
| Jahr      | 1962 | 1968 | 1975 | 1982 | 1990 | 1999 | 2008 | 2013 | 2018 |
| --------- | ---- | ---- | ---- | ---- | ---- | ---- | ---- | ---- | ---- |
| Einwohner | 199  | 170  | 148  | 154  | 164  | 169  | 180  | 191  | 194  |

## Sehenswürdigkeiten
- Kirche Saint-Martin-et-Saint-Trinité, Monument historique seit 1975
- Manoir d’Herclat, Monument historique seit 1975
- Kap Pointe de Néville

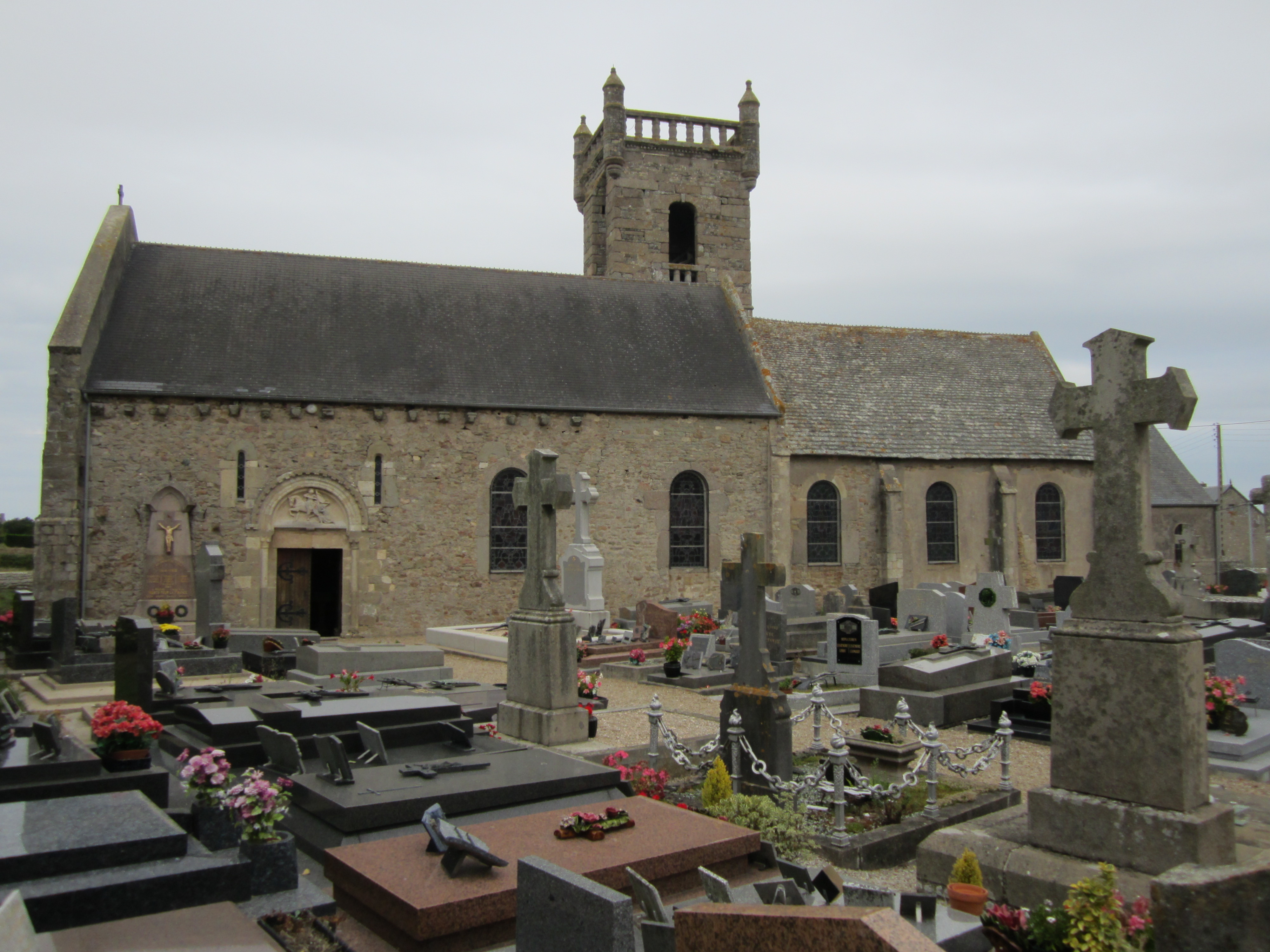
Kirche Saint-Martin-et-Sainte-Trinité
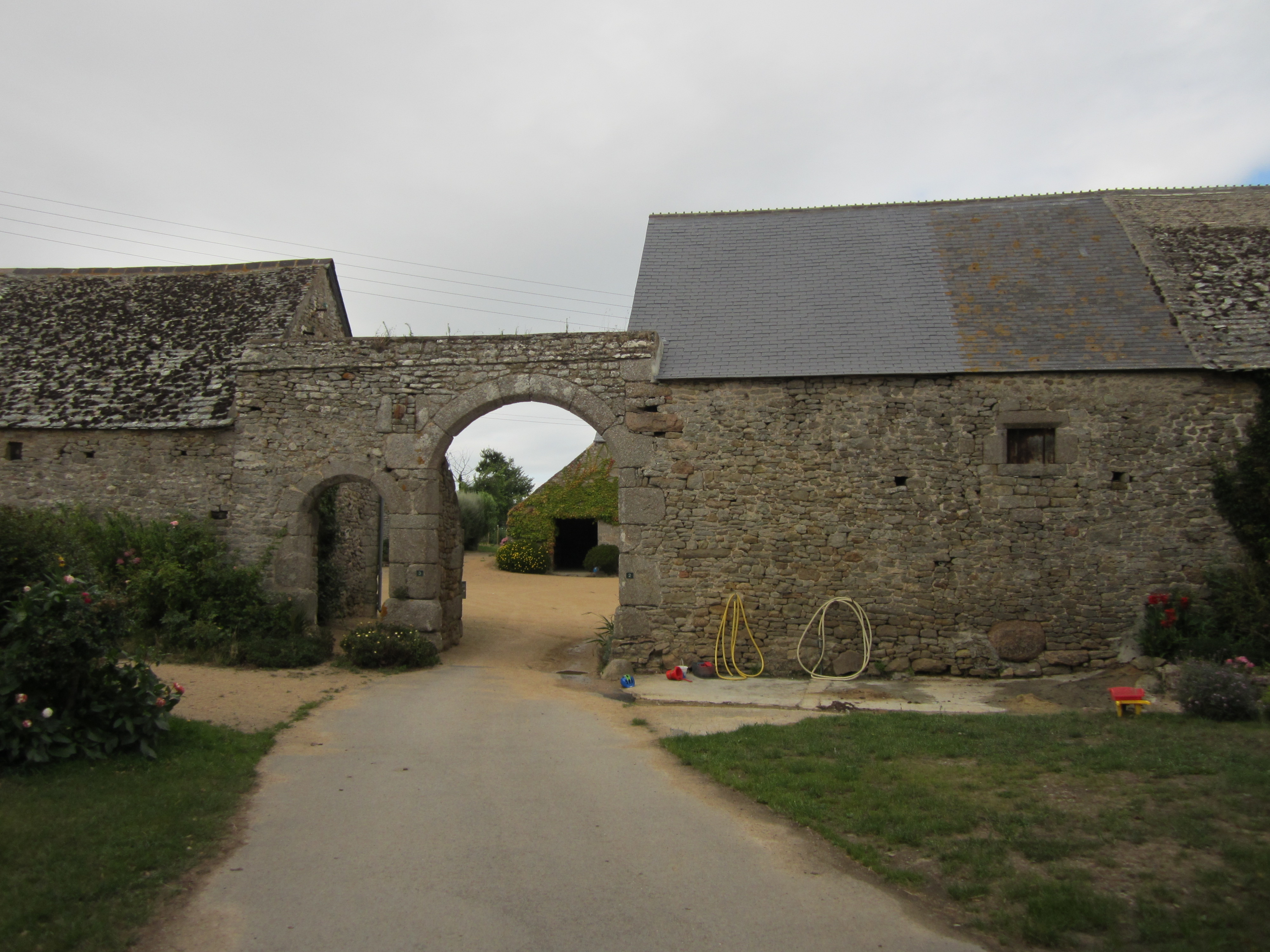
Manoir d’Herclat
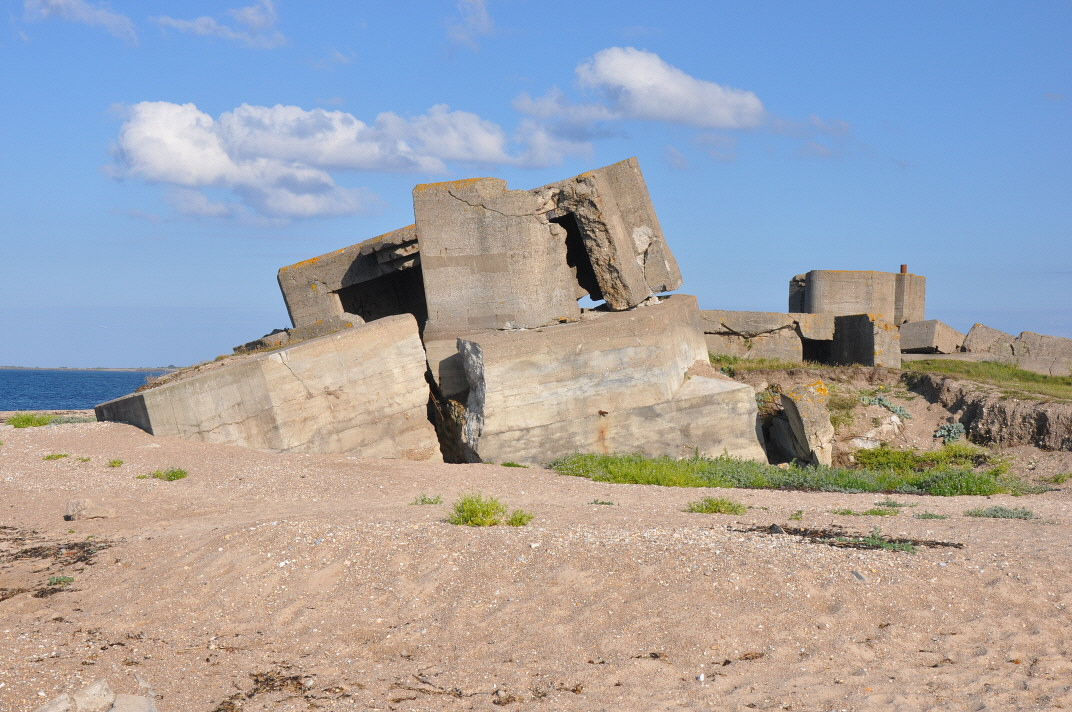
Pointe de Néville